# Hypo Real Estate
Hypo Real Estate är ett tyskt finansiellt företag med huvudkontor i München. Hypo Real Estate grundades 2003 som en avknoppning från HypoVereinsbank.
Hypo Real Estate är noterat på börsen i Frankfurt. Den huvudsakliga verksamheten består av att erbjuda krediter med fastigheter som säkerhet. Bolaget är även aktivt med andra finansiella tjänster. Utöver verksamhet i Tyskland finns bolaget representerat i flera länder med dotterbolag eller filialer, bland annat med en filial i Sverige. Bolaget har omfattande verksamhet i USA som leds från det amerikanska kontoret i New York. Bland annat har Hypo Real Estate idag bidragit med finansiering till kända byggnader som Chrysler Building och den skyskrapa som Donald Trump håller på att bygga i Las Vegas.

## Finanskrisen 2008
Hypo Real Estate drabbades hårt av finanskrisen 2008-2009. I samband med likviditetskrisen i banksystemet i oktober 2008 kunde inte Hypo Real Estate sköta betalningarna på sina upplåning. Tyska centralbanken och ett konsortium av privata tyska banker gick samman på Bundesbanks och tyska regeringens initiativ och säkrade ett särskilt lån på totalt 50 miljarder euro som säkrade överlevnaden på kort sikt. I samband med krisen avgick stora delar av företagsledningen. Efter rekapitaliseringen förstatligades banken.